# Pöverding
Pöverding ist eine Ortschaft und eine Katastralgemeinde der Gemeinde Melk im Bezirk Melk in Niederösterreich.

## Geschichte
Durch Schenkung oder Kauf hatte das Stift Melk den überwiegenden Teil der Höfe an sich gebracht; diese hatten 2 bis 30 Joch Äcker mittlerer Güte. Laut Adressbuch von Österreich war im Jahr 1938 in Pöverding ein Landwirt mit Direktvertrieb ansässig.